# Manometervätska
Manometervätska kallas den speciella vätska som används för att mäta höjdskillnader (tryckskillnader) i vissa flödesmätningar. Den uppmätta höjdskillnaden kan sedan översättas till hastighet, enligt uttrycket för Bernoullis ekvation och vattenpotential. För att förenkla avläsningen av den uppmätta höjdskillnaden, brukar man välja en manometervätska med en betydligt större densitet än den fluid som ska mätas. Sålunda är kvicksilver en vanlig manometervätska vid flödesmätningar i strömmande vatten.